# バックアップ
バックアップ（英: backup）とは、コンピュータシステムで主にデータやシステムの状態を複製し、問題発生時の復旧（リストア）に備えることを意味する。

## データバックアップ
すべてのデータは損失の危険を常にはらんでいる。特に企業にとって重要データのバックアップは事業継続計画に密接な関係があり、適切なバックアップ・リストア計画と運用が重要となっている。特に念頭に置くべきことを以下に述べる。

### リスク分類
両リスクに備える必要がある。
- 論理破壊 - ヒューマンエラー、データソース自体の誤り、ソフトウェア/ファームウェアバグ、悪意ある改ざん（コンピュータウイルスやクラッキング）
- 物理的破壊や紛失 - ハードウェア故障、自然災害、盗難

### バックアップ単位
ファイルバックアップ
ファイルシステムを経由してバックアップする。すなわちバックアップ対象はファイルやフォルダである。ファイルシステムが持つタイムスタンプを利用できるため、増分バックアップや差分バックアップを実現しやすい。復旧時には復元先のファイルシステムがあらかじめ構築されている必要があり、復旧までに手順を要することがある。
イメージバックアップ
ハードディスクのパーティション単位でファイルシステムを用いずにバックアップする。一般にnullデータを読み飛ばすことはできず、全域をバックアップする。過去のバックアップデータ全量が比較対象となるため、増分・差分バックアップを実現しにくい。復旧時にはパーティション全体をリストアするので、ファイルバックアップと比較して復旧手順が少ない。

### レベル
フルバックアップ
- 必要なすべてのデータを複製する。
- 毎回すべてのデータを複製しなければならないため時間がかかる。
- すべてのデータが1か所にまとまっているので、復旧時にデータを探し回る必要がない。
- バックアップ先に充分な空きが必要。

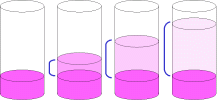
差分バックアップ

- 前回のフルバックアップからの変更／追加されたデータのみを複製。
- 1回はフルバックアップを行うことが必要。
- 最後のフルバックアップとの差分を複製するだけなので時間は短い。
- バックアップツールを使わない場合は自分で変更／追加したデータを把握しなければならない。
- 復旧は最後のフルバックアップデータと最後の差分バックアップデータが必要になる。

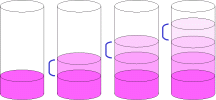
増分バックアップ

- 前回のフルバックアップ、差分バックアップ、もしくは増分バックアップ時からの変更／追加されたデータのみを複製。
- 1回はフルバックアップを行うことが必要。
- 最後のバックアップ以降に変更／追加されたデータを複製するだけなので時間は極めて短い。
- バックアップツールを使わない場合は自分で変更／追加したデータを把握しなければならない。
- 復旧は最後のフルバックアップデータと（もしあれば）最後の差分データと、それ以降のすべての増分データが必要。

### そのほかの考慮すべき項目
範囲
どのデータをバックアップするか。データベースをバックアップする、各ユーザのホーム・ディレクトリをバックアップする等。
頻度（目標復旧地点）
毎日、毎週、月次、年次等。頻度が低いほど潜在的に失われる量も大きくなる。目標復旧地点 (RPO: Recovery Point Objective) に関係する。
保存期間
バックアップをどのくらいの期間保持するか。データや業種によっては、法律により定められている場合がある。
保管場所
サイト全体の障害（自然災害など）を考慮し、データを遠隔地に保管することが望ましい。例えばリムーバブルメディア、主に磁気テープにバックアップし、遠隔地に保管する。または、ネットワークを経由してオンラインストレージや遠隔のデータセンターなどにバックアップする方法がある。媒体の紛失や情報漏洩を防ぐため、所定の場所に保管・管理することが通常である。保管場所には機密性に応じて施錠や認証などのセキュリティを施し、管理者を限定するなどの対策が重要になる。信頼できる外部の業者に委託することもある。これらの方針はバックアップだけでなく、セキュリティ方針にも関係する。
復旧時間
データが消失した際にいつまでにデータ復旧すべきか。目標復旧時間 (RTO: Recovery Time Objective) と呼ばれる。

### メディアの種類
複数のメディアにバックアップすることが推奨される。例として1次バックアップにはHDDなどの高速メディアを使い、2次にはDVDや磁気テープなどの低速メディアを使う。多様な媒体にバックアップすることにより、それぞれの特徴を生かしつつファームウェアのバグなどによるデータ消失も回避できる。
フロッピーディスク
安価だが現在では非常に小容量であり細々としたファイル単位でのバックアップ程度にしか使われない。磁気や埃、汚れに弱い。
大容量磁気ディスク
ZipやJazなど。現在では光ディスクなどに取って代わられている。フロッピーディスクと同様に磁気や埃、汚れに弱い。
磁気テープ（コンピュータ用）
ランダムアクセスができないため、細かいデータのバックアップには向かないが、容量が大きいのでシステム全体のバックアップに向く。定期クリーニングなどのメンテナンスが必要。記録装置（テープドライブ）が非常に高価であるため、個人向けではない。
カセットテープ
データレコーダ（もしくはテープレコーダー）でデータを音に変調してオーディオテープに保存する手段が、個人向けとして使われていた。
光ディスク
CD、DVD、BDなど。ライトワンス（一度だけ書き込み可能、消去不可）とリライタブル（書き換え可能）の2種類がある。熱や湿気、紫外線に弱い場合がある。業務用には自動クリーニング機能を搭載したメンテナンスフリーな装置もある。
フラッシュメモリ
現在はUSB接続タイプが主流。SSDも普及しつつあるが、長期のバックアップにはまれである。
光磁気ディスク
現在は光ディスクなどに取って代わられているが、信頼性・長期保管性能から未だに使用されることがある。
ハードディスクドライブ
大容量で高速な一方で磁気や衝撃に弱い。ただし、外付けハードディスクは丈夫なカバーを設ける、衝撃があると磁気ヘッドを退避させる仕組みをもつなどの手段により、弱点を補っている。メディアと記録装置部分が一体であるため、いずれかの故障によってデータを損失する可能性があり、ハードウェア障害に弱い記録媒体と言える。内部は埃を非常に嫌う。

### 特徴的な技術
データ量の削減とセキュリティーの向上のため、データ圧縮、暗号化および重複排除などの技術が併用されることが多く、バックアップソフトウエア・ハードウエアはこれら機能を実装していることも多い。仮想化技術、例えばテープライブラリをHDDで置き換える仮想テープライブラリという技術もある。なお、RAIDはアレー内のディスクの物理破壊にしか対応できず、論理破壊や自然災害の対策にはならないことに留意する。むしろ、これはバックアップではなく可用性を高める技術であると理解する必要がある。

## データ復旧
実際の運用では、バックアップに比較して復旧の頻度は相当に低く、テストがおろそかになりがちである。いざという時に復旧できないのであれば高価なバックアップ装置は無駄であり、計画的な復旧テストを実施することはバックアップ計画以上に重要である。
データのベリファイ
意図したバックアップ計画通りに運用できているかを確認するのみならず、データが正しく読み出せることを定期的にチェックする必要がある。チェックサムでデータの一貫性をチェックすることが一般的な方法であり、その際にエラーが発生した場合はただちにメディアの交換とデータの再記録を検討する必要がある。必要であれば、遠隔地にて保管しているメディアも呼び戻してベリファイする。
機器のヘルスチェック
稼働時間、書き込み容量および平均故障間隔などを基準として、定期的に機器のヘルスチェックとメンテナンスを行うことが必要である。また、急な故障が発生しても復旧できるよう、普段から故障率をモニターして過不足ない機器交換計画の立案と予備品を調達しておくことも重要である。なお、磁気テープではおおよそのヘルスチェックが可能な機能がある。
復旧手順書の確認
復旧手順書が存在しない場合、管理者の異動や退職に伴って復旧できなくなる可能性がある。手順書を常に最新の状態に保ち、災害発生時でも簡単に取り出せる場所に保管しておく必要がある。
復旧訓練
機器故障あるいはサイトの火災・停電などを模擬し、実際の復旧訓練を行うことも重要である。思わぬ因子で復旧できなくなる可能性、例えば消火ガス噴射の衝撃音が大量のハードディスクとサーバを破壊したという例もあり、想定外の因子に備えるためにも訓練が必要である。

## システムのバックアップ
リスクマネジメントでシステム停止の可能性と損害を洗い出し、かけられるコストを勘案して運用される。
リスク分類と対処法
- 装置故障 - 部品劣化、電源障害（瞬停など）、作業ミス
  - 対処法 - フェイルオーバークラスタ、冗長化、ホット/コールドスタンバイ

- 電源供給不足 - 停電
  - 対処法 - 自家発電装置や無停電電源装置

- サイトの機能不全 - 大規模災害、パンデミック、紛争、DoS攻撃
  - 複数サイトにシステムを分散